# Nobilissima Visione
Nobilissima visione est une suite orchestrale du compositeur allemand Paul Hindemith tirée du ballet homonyme composé en 1937 d'après les fresques consacrées à saint François d'Assise par le peintre Giotto dans la chapelle Bardi de la basilique Santa Croce à Florence.
L'œuvre est créée en 1938 à Venise.

## Analyse de l'œuvre
1. Introduction et Rondo
2. Marche et Pastorale
3. Passacaglia (Passacaille)